# Бузковий гай
Бузко́вий Гай — ботанічна пам'ятка природи місцевого значення в Україні (статус з 1969). Розташована на південній околиці смт Диканьки Полтавської області.

Площа 2 га. Перебуває у віданні Полтавського лісдержзагу. Входить до складу Регіонального ландшафтного парку «Диканський». 

Закладений на початку XIX ст. Створений у кар'єрі завглибшки до 5 м, з якого брали глину для цегельного заводу Кочубея. Після закриття заводу тут було насаджено бузок, облаштовано алеї та альтанки. 
У часи існування Радянського Союзу поблизу нього щороку проходило Свято пісні, а тепер щороку в травні — пісенний фестиваль «Пісні бузкового гаю».

## Легенда про Бузковий Гай
За легендою, рід Кочубеїв дуже потерпав від туберкульозу, і лікар порадив графу Віктору Павловичу Кочубею посадити для його невиліковно хворої дочки Ганнусі бузковий гай, щоб його повітря хоч трохи продовжило її життя. Саджанці привезли з різних куточків Європи. Коли гай зацвів, він мав такий чудовий вигляд, що дочка, здавалось, почала одужувати. Але зів'яло море квітів і згасло й життя дівчини. А душа її залишилась у бузковому гаю, де кожної весни солов'ї співають їй найкращих пісень.

## Джерело
За ред. А.В. Кудрицького. Полтавщина : Енцикл. довід.. — К. : УЕ, 1992. — С. 1024. — ISBN 5-88500-033-6.